# Liste der von Anton Graff porträtierten Personen
Anton Graff (1736–1813) war ein schweizerischer Maler, der den größten Teil seines künstlerischen Lebens als sächsischer Hofmaler an der Kunstakademie Dresden wirkte. Er war ein Meister der Porträtkunst im Klassizismus des ausgehenden 18. und beginnenden 19. Jahrhunderts und wurde wegweisend für die weitere Entwicklung dieses Metiers. Im Laufe seines Wirkens porträtierte Anton Graff über 800 Personen aus Adel und Bürgertum, aus Politik Diplomatie, Wissenschaft und Militär und war einer der führenden Porträtmaler seiner Zeit.
Die Liste enthält die Namen der Personen, deren Porträts gemeinfrei auf WikipediaCommons eingestellt sind. Soweit sie einen Wikipedia-Artikel haben, sind die Porträts dort eingebunden. Die Porträts weiterer Personen sind bei Berckenhagen verzeichnet.
| - Johann Christoph Adelung - Philipp Karl von Alvensleben - Anton von Sachsen - Heinrich Friedrich Innocentius Apel - Detmar Basse - Heinrich Christoph von Baudissin - Heinrich Gottfried Bauer - Johann Friedrich Bause - Peter von Biron - Marcus Élieser Bloch - Johann Jakob Bodmer - Johann Gottlob Böhme - Johann Christian Brandes - Isabella von Broizem - Carl von Brühl - Johann Rudolf Burckhardt - Gottfried August Bürger - Caroline von Bourbon-Parma - Carl Adolf von Carlowitz - Maria Josepha von Carlowitz - Daniel Chodowiecki - Christian August Clodius - Julie Clodius - Henriette von Crayen - Karl Friedrich Demiani - Christian Wilhelm Ernst Dietrich - Adrian Iwanowitsch Diwow - Elisabeta Petrowna Diwowa - Dorothea von Kurland - Johann Gottfried Eichhorn - Christian Gottlob Einert - Detlev Carl von Einsiedel - Johann Georg von Einsiedel - Conrad Ekhof - Thomas Bruce, 7. Earl of Elgin - Elisabeth Christine von Preußen - Johann Jacob Engel - Johann August Ernesti - Carl Friedrich Christian Fasch | - Georg Detlev von Flemming - Friederike von Preußen - Friederike Luise von Preußen - Friedrich II. von Preußen - Friedrich August I. von Sachsen - Friedrich Christian von Sachsen - Friedrich Christian II. von Schleswig-Holstein - Friedrich Wilhelm II. von Preußen - Thomas von Fritsch - Karl Wilhelm Ferdinand von Funck - Johann Caspar Füessli - Christian Garve - Friedrich Gedike - Salomon Gessner - Christian Fürchtegott Gellert - Leopold Friedrich Günther von Goeckingk - Carl Anton Graff - Elisabetha Sophie Augusta Graff - Christian Ludwig von Hagedorn - Friedrich von Hahn - Ulrich Hegner - Heinrich von Preußen - Heinrich XIII. Reuß zu Greiz - Heinrich XIV. Reuß zu Greiz - Sophie Friederike Hensel - Johann Gottfried Herder - Henriette Herz - Carl Wilhelm Benno von Heynitz - Friedrich Anton von Heynitz - Christiana Regina Hetzer - Johann Adam Hiller - Johann Christian von Hofenfels - Carl Christoph von Hoffmann - Karl Ferdinand Hommel - August Wilhelm Iffland - Johann Georg von Sachsen - Karl Ludwig Kaaz | - Karl von Sachsen - Christoph Kaufmann - Christian Gottfried Körner - Johann Gottfried Körner - Minna Körner - Johann Caspar Lavater - Gotthold Ephraim Lessing - Sara Levy - Wilhelmine von Lichtenau - Philipp Daniel Lippert - Louise Auguste von Dänemark - Christian Gottlieb Ludwig - August Mahlmann - Gertrud Elisabeth Mara - Maria Amalie Auguste von Sachsen - Maria Antonia von Bayern - Maria Kunigunde von Sachsen - Maximilian von Sachsen - Christoph Johann Friedrich von Medem - Moses Mendelssohn - Johann Jakob Mesmer - Klemens Wenzel Lothar von Metternich - Dietrich von Miltitz - Carl Wilhelm Müller - Friedrich Ludwig Hermann Muzell - Johann Gottlieb Naumann - Friedrich Nicolai - August Hermann Niemeyer - Adam Friedrich Oeser - Johann George Palitzsch - Philippine Charlotte von Preußen - Ernst Platner - Jan Potocki - Stanisław Kostka Potocki - Gottlieb Wilhelm Rabener - Joseph Friedrich von Racknitz - Michael Hieronymus Fürst Radziwiłł - Basilius von Ramdohr - Karl Wilhelm Ramler | - Friedrich von Raumer - Elisa von der Recke - Philipp Erasmus Reich - Franz Volkmar Reinhard - Johan Ludvig Reventlow - Johann Thomas Richter - Konstancja Rzewuska - Friedrich Ludwig von Rochow-Plessow - Dorothea von Sagan - Carl Adolph Gottlob von Schachmann - Johann Nepomuk von Schaffgotsch - Johann Rudolf Schellenberg - Johann Ulrich Schellenberg - Friedrich Schiller - Dorothea Schlegel - Adam Rudolph von Schönberg - Corona Schröter - Christian Friedrich Schwan - Friedrich August von Sivers - Johann Joachim Spalding - Johann Friedrich von und zum Stein - Johann Christian Stemler - Dora Stock - Elisabeth Sulzer - Johann Georg Sulzer - Johann Adolf von Thielmann - Friedrich Wilhelm Heinrich von Trebra - Julie von Voß - Christian Felix Weiße - Adolph Christian Wendler - Johanna Luise von Werthern - Christoph Martin Wieland - Carl Gottfried von Winkler - Johann Heinrich Ziegler - Johann Georg Zimmermann - Adrian Zingg - Friedrich August von Zinzendorf - Georg Joachim Zollikofer |